# Кристіан Новоа
Кристіан Новоа (ісп. Cristian Novoa, нар. 9 липня 1991, Каракас) — венесуельський футболіст, нападник андорського клубу «Санта-Колома».
Виступав також за клуб «Каракас».

## Ігрова кар'єра
У дорослому футболі дебютував 2010 року виступами за команду «Каракас», у якій провів один сезон, взявши участь у 10 матчах чемпіонату. 
Згодом з 2012 по 2021 рік грав у складі команд «Яракуянос», «Каракас», «Карабобо», «Докса», «Метрополітанос», «Карабобо», «Зе Стронгест», «Конкуенсе», «Інді Ілевен», «Монагас» та «Карабобо».
До складу клубу «Санта-Колома» приєднався 2022 року. Станом на 25 червня 2025 року відіграв за команду із селища Санта-Колома 66 матчів у національному чемпіонаті.